# Sajólászlófalva
Sajólászlófalva é um município da Hungria, situado no condado de Borsod-Abaúj-Zemplén. Tem 6,62 km² de área e sua população em 2015 foi estimada em 425 habitantes.